# Erioptera paivai
Erioptera paivai är en tvåvingeart som beskrevs av Alexander 1927. Erioptera paivai ingår i släktet Erioptera och familjen småharkrankar. Inga underarter finns listade i Catalogue of Life.